# Neustrelitz
Neustrelitz è una città di 21 537 abitanti del circondario della Seenplatte del Meclemburgo, nel Land del Meclemburgo-Pomerania Anteriore, in Germania.
Appartiene al circondario della Seenplatte del Meclemburgo. Dal 1738 al 1918 fu capitale del Granducato di Meclemburgo-Strelitz.

## Geografia
Neustrelitz è situata sulle rive del lago di Zierke, nella terra dei laghi del Meclemburgo, a 90 km a nord di Berlino.

## Storia
L'insediamento di Strelitz fu menzionato per la prima volta in un documento del 1278. Nel 1701 fu creato il ducato di Meclemburgo-Strelitz e il villaggio divenne la capitale del nuovo stato. Nel 1712 il villaggio andò distrutto da un incendio. il granduca Adolfo Federico III decise così di trasferirsi con la famiglia nella residenza di caccia posta sulle rive di un lago vicino. La zona intorno alla nuova dimora venne ribattezzata Neustrelitz e lentamente urbanizzata. Nel 1733 i lavori di costruzione della nuova città erano ormai ultimati e tre anni dopo fu ufficialmente proclamata capitale del ducato. 
Con il crollo della monarchia tedesca dopo la prima guerra mondiale, Neustrelitz divenne la capitale del Libero Stato di Meclemburgo-Strelitz sino al 1933. Al termine della seconda guerra mondiale fu conquistata dalle truppe sovietiche del 2° fronte bielorusso il 30 aprile 1945.
Dal 1991 al 2011 fu capoluogo del circondario del Meclemburgo-Strelitz.
Il 1º gennaio 1992 vennero aggregati alla città di Neustrelitz i comuni di Fürstensee e Klein Trebbow.

## Monumenti e luoghi d'interesse
- Chiesa della città, costruita tra il 1768 ed il 1778.
- Municipio, costruito nel 1841.
- Parco del Palazzo di Neustrelitz (distrutto nel 1945) conserva ancora l'orangerie, la chiesa castellana costruita tra il 1855 ed il 1859, il tempio neoclassico dedicato ad Ebe ed il monumento alla regina Luisa di Prussia.

## Sport

### Calcio
La squadra principale è il TSG Neustrelitz, militante in NOFV-Oberliga.

## Amministrazione

### Gemellaggi
Neustrelitz è gemellata con:
- Szczecinek, dal 1987
- Schwäbisch Hall, dal 1988

La città ha sottoscritto "trattati di amicizia" (Freundschaftvertrag) con:
- Rovaniemi, dal 1963
- Čajkovskij, dal 1993